# الإظهار بسبع قطع

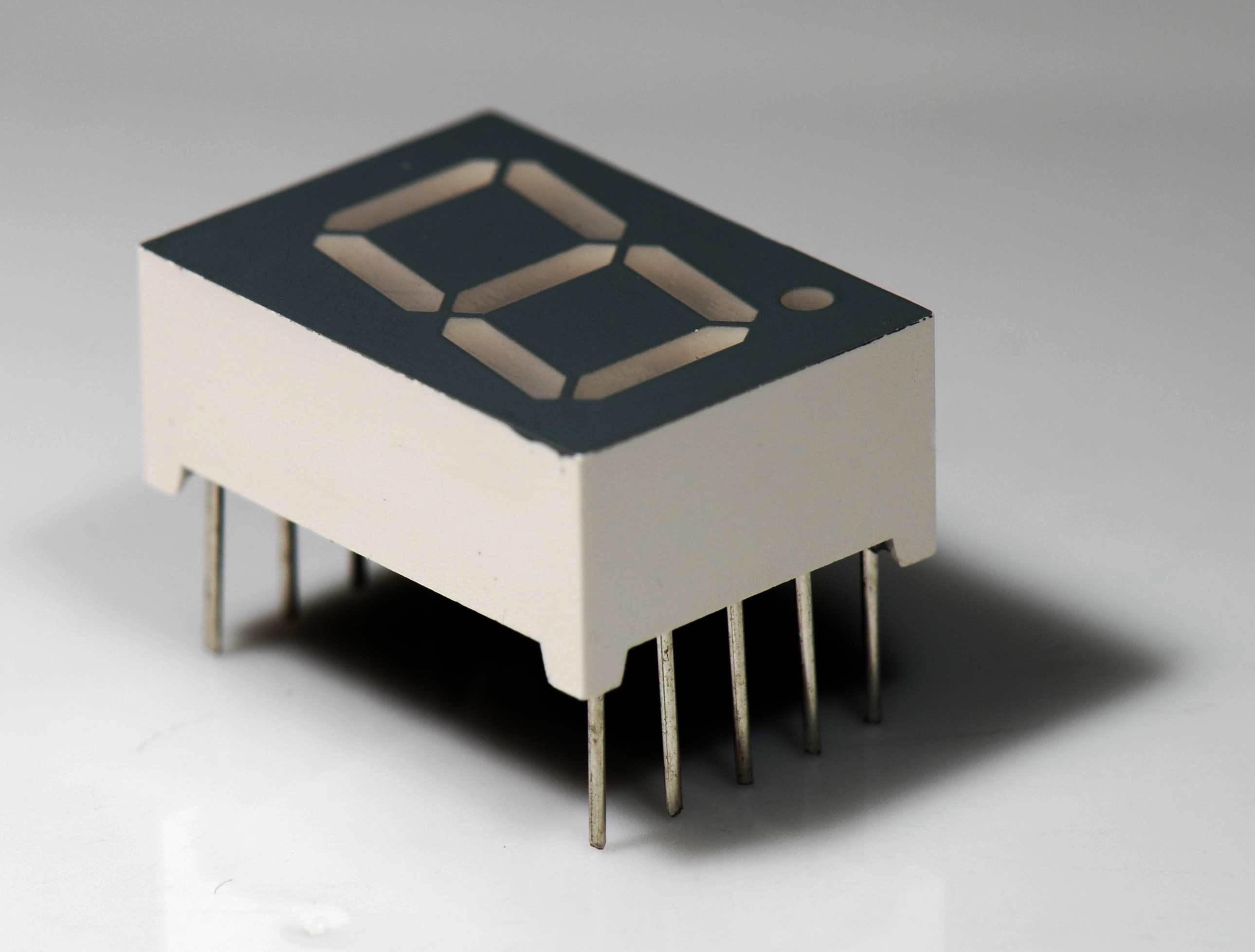
عنصر نموذجي لشاشة الصمام الثنائي المشع ذات سبع أقسام، مع النقطة العشرية.

الإظهار بسبع قطع أو العرض سباعي الأجزاء (بالإنجليزية: Seven Segment Display)‏ هي نوع من شاشات الإظهار أو العرض الإلكتروني يستخدم عادةً لإظهار الأرقام العشرية في الأجهزة الإلكترونية، وهي بديل للشاشات النقطية الأكثر تعقيدًا. ويتكون المعروض على الشاشة من سبع أقسام مجتمعة مع بعضها ومرتبة على شكل مستطيل كل جانب من جوانبه الرأسية مكون من قسمين، أما جانبيه الأفقي والرأسي فكل منهما مكون من قسم واحد فقط، والقسم السابع يشطر المستطيل عند منتصفه أفقياً.
تستخدم شاشة الأقسام السبع على نطاق واسع في الساعات الرقمية والعدادات الإلكترونية، وغيرها من الأجهزة الإلكترونية لعرض المعلومات الرقمية.

## التصور والبناء البصري

الأقسام أو القطاعات الفردية لشاشة الأقسام السبع.

تربيعة- 16x8 تظهر الحالات المائة وثمان وعشرون 128 لشاشة ذات سبع أقسام/قطاعات.

يمكن إضاءة العناصر السبعة للشاشة لتكوين تركيبات مختلفة، بعضها تصور الأرقام العربية (0-9). غالبا ما يتم ترتيب القطاعات السبعة بأسلوب مائل (منحرف)، والذي يساعد على سهولة القراءة. في معظم التطبيقات، تأخذ الأقسام أو القطاعات السبعة شكل وبعد موحد تقريبا، (في العادة تأخذ شكل سداسيات ممطولة، مع أنه يمكنها اتخاذ شكل أشباه المنحرفات والمستطيلات أيضا)، وإن كان في حالة آلات الجمع تكون الأقسام أو القطاعات الرأسية أطول وأشذ شكلا عند نهاياتها في محاولة لتعزيز سهولة القراءة.
الأرقام 6 و 7 و 9 يمكن ان تمثل باثنين أو أكثر من الرموز المختلفة على شاشات الاقسام السبعة؛ فهى أرقام يمكن لرموزها أن تكون 'بذيل' أو بدون 'ذيل'.
الأقسام أو القطاعات السبعة تكون مرتبة على شكل مستطيل كل جانب من جوانبه الرأسية مكون من قسمين، أما جانبيه الأفقي والرأسي فكل منهما مكون من قسم واحد فقط، والقسم السابع يشطر المستطيل عند منتصفه أفقياً. هناك أيضا شاشات ذات أربع عشر قسما وشاشات ذات ست عشر قسما (لتصوير رموز الأبجدية العددية الإنجليزية كاملة)؛ ومع ذلك، فقد تم استبدال معظمها بشاشات العرض النقطية.
الأقسام أو القطاعات السبعة للشاشة يشار لها بالأحرف الإنجليزية من A إلى G، أما بالنسبة للنقطة العشرية DP فهو «قسم ثامن» اختياري يستخدم لعرض الأرقام اللاصحيحة (الأرقام ذات الكسور).

### أنواع الشاشات ذات الأقسام السبع

عرض متحرك لنظام عد ست عشري باستخدام تكوين من سبع أقسام

ولإظهارالأرقام العشرية على شاشات الأجهزة الإلكترونية توجد عدة طرق لتصنيع الأقسام السبع.
إما من رقائق صغيرة يمكن أن تتوهج عند مرور تيار الثنائي المشع (ليد) حيث يمر تيار شدته I=20mA
نظراً لوجود مقاومة R=250 أوم فيتوهج بشكل كافٍ.و كل منها يمكن أن يعمل بشكل منفصل
وهذه المظهرات هي الأكثر شيوعاً هذه الأيام فمنذ عدة سنوات لم تكن معروفة والآن توجد في كل شيء كالمايكرويف والساعات الرقمية وشاشات الآلات الحاسبة. لكلفتها القليلة وطول عمرها ولقلة التيار الذي تحتاجه لكي تعمل. وفوق كل هذا تتوفر في عدة ألوان فالثنائيات المشعة تصدر لون أحمر-برتقالي –أصفر –أخضر –أزرق.ولكنها عموماً تبعث لون أحمر.
و تكون الدارة للقطعة الواحدة
يجب أن تكون المقاومة موصولة على التسلسل مع كل ديود لتوفير قيمة آمنة للتيار المار فيه.
و يمكن الاستعاضة عن جميع المقاومات بمقاومة وحيدة.
وعند إضاءة ليد واحد فإنها سوف تعمل بشكل جيد.
لإضاءة المشع a مثلاً يجب إغلاق القاطعة a وهكذا بالنسبة لبقية القطع وعند إغلاق جميع القواطع سيظهر الرقم 8.
| الأرقام العشرية | الأجزاء الفعالة |
| --------------- | --------------- |
| 0               | a b c d e f     |
| 1               | b c             |
| 2               | a b d e g       |
| 3               | a b c d g       |
| 4               | b c f g         |
| 5               | a c d f g       |
| 6               | a c d e f g     |
| 7               | a b c           |
| 8               | a b c d e f g   |
| 9               | a b c d f g     |

إن الأرقام 6-7-9 يمكن أن تظهر بأكثر من شكل على المظهر ذو القطع السبع .
فبالنسبة للرقم 7 يمكن أن يظهر مع أو بدون إضاءة اليد F
أما بالنسبة للرقم 9 يمكن أن يظهر له ذيل عند إضاءة اليد Dو كذلك الرقم 6 يمكن أن يظهر مع ذيل عند إضاءة اليد A.
يعد الجهاز 7447 الأكثر استعمالاً للتحويل من الشيفرة الثنائية العشرية إلى القطع السبع إذ أنّ له أربعة مداخل لاستقبال الشيفرة الثنائية من 0 وحتى 9 وسبع مخارج كل منها يخص واحدة من القطع السبع.
و المظهر ذو القطع السبع' له نوعين مهمين المصاعد المشتركة والمهابط المشتركة.
- المصاعد المشتركة : تكون الأقطاب الموجبة في جميع الثنائيات المشعة مجتمعة مع بعضها إلى جهد موجب V=5 حيث يتم وصل الطرف الأرضي لكل ديود مع الأرض وعند إعطاء أي ديود صفر منطقي '0' يضيء أي هناك تيار يمر بداخله.
- المهابط المشتركة: الأقطاب السالبة في جميع الثنائيات المشعة مجتمعة مع بعضها ومتصلة بجهد

V=0 فولت وأي ديود عند إعطائه واحد منطقي '1' يضيء.
هناك نوع آخر من وحدات الإظهار بسبع قطع لا تستخدم فيه الثنائيات المشعة وإنما يستفاد من ظاهرة أخرى تعتمد على تغيير انعكاس القطعة أو إرسالها للضوء عند تطبيق الإشارة المناسبة على الطرف المتصل بها. ويسمى هذا النوع بوحدة الإظهار ذات الكريستال السائل والتي تكون مصنوعة من خلايا زجاجية لذلك يجب حمايتها من الصدمات والواجهة الأمامية تخدش بسهولة لذلك يجب وضع نافذة لحمايتها.
وقد أصبحت شائعة جداً في العديد من الأنظمة بسبب قلة كلفتها واستهلاكها لطاقة أقل.
على الرغم من اسمه إلاّ أنّ كل مظهر ذو قطع سبع يحتوي على ثمانية ليدات هذه القطعة تستخدم للفاصلة العشرية (Dp أو H)مما يؤمن إمكانية القراءة بشكل أفضل على شاشات الآلات الحاسبة وهذه القطعة تكون اختيارية وفي بعض المظهرات توضع فاصلة عشرية على اليمين وأخرى على اليسار.

### إظهار الأحرف على المظهر ذو القطع السبع
بالإضافة للأرقام العشرة المظهر ذو القطع السبع يمكن أن يستخدم لإظهار الأحرف الإيطالية والأبجدية الإغريقية بالإضافة إلى علامات الترقيم ولكن القليل من هذه التمثيلات تكون واضحة.
الأحرف الكبيرة A B C E F G H I J L N O P S U Y Z
و الأحرف الصغيرة a b c d e g h i n o q r t u

## الروابط الخارجية
- المظهر ذو القطع السبع 1
- المظهر ذو القطع السبع 2